# بيل دود
بيل دود (بالإنجليزية: Bill Dodd)‏ هو لاعب كرة قدم بريطاني، ولد في 30 سبتمبر 1936 في Bedlington ‏ في المملكة المتحدة، وتوفي في يناير 2015 في Reedley Hallows ‏ في المملكة المتحدة. لعب مع نادي بيرنلي ونادي هاليفاكس تاون ونادي ووركينغتون.